# Kuruluş Osman
Kuruluş Osman ist eine türkische Fernsehserie, die die Geschichte des oghusischen Sultans Osman I. erzählt. Die Erstausstrahlung der Serie erfolgte am 20. November 2019 auf dem türkischen Fernsehsender ATV. Es ist die Fortsetzung von Diriliş Ertuğrul.

## Handlung
Die Serie beinhaltet Osman Gazis Kämpfe und die Gründung des Osmanischen Reichs. Sie zeigt seine Kämpfe gegen Byzanz und die Mongolen des Ilkhanats und wie er das Reich vom Sultanat Rum unabhängig machte und einen souveränen Staat errichtete, der dem byzantinischen und mongolischen Reich standhalten konnte.

## Produktion
Die Serie wurde von Mehmet Bozdağ geschrieben und produziert und von Metin Günay geleitet. Die Musik stammt von Alpay Göktekin und Zeynep Alasya. Die Serie wurde in Riva, Istanbul, gedreht und die Ausstrahlung der ersten Staffel begann im November 2019 auf ATV. Die Dreharbeiten zur dritten Staffel begannen Ende August 2021 und endeten Mitte Juni 2022. 2022 wurde die Serie um eine vierte Staffel verlängert.

## Besetzung
| Schauspieler         | Folge                   | Rolle            |
| -------------------- | ----------------------- | ---------------- |
| Burak Özçivit        | 1–                      | Osman Gazi       |
| Özge Törer           | 1–                      | Rabia Bala Hatun |
| Yiğit Uçan           | 1–                      | Boran Bey        |
| Açelya Özcan         | 1–16 / 60–130           | Ayşe Hatun       |
| Abidin Yerebakan     | 2–27 / 45–              | Akça Derviş      |
| Çağrı Şensoy         | 10–                     | Cerkutay Alp     |
| Ümit Belen           | 28 / 48 / 82 / 89 / 99– | Andronikos II.   |
| Emin Gürsoy          | 28–130                  | Kumral Abdal     |
| Fatih Ayhan          | 28–169                  | Baysungur Alp    |
| Yıldız Çağrı Atiksoy | 46–156                  | Malhun Hatun     |
| Gözel Rovshanova     | 49–64 / 74–130          | Alaca Hatun      |
| Hamza Güneysu        | 65–                     | Serhan Alp       |
| Berk Erçer           | 74–164                  | Konur Alp        |
| Turpal Tokaev        | 76–                     | Turahan Alp      |
| Sibel Aytan          | 77–98                   | Zehra Hatun      |
| Latif Akgedik        | 77–85 / 114–            | Celali           |

## Rezeption
Die Serie bekam in der Türkei gute Kritiken. Dezember 2019 bekam Kuruluş: Osman in der Türkei bei der vierten Folge eine landesweite Einschaltquote von 14,46. Mehmet Bozdağ behauptet, dass die Sendung auch in Albanien ein großer Erfolg gewesen sei und er sagte, dass es die „meistgesehene Fernsehsendung“ des Landes sei. Seit Januar 2021 wird die Sendung im Nahen Osten auf Noor Play ausgestrahlt. In Pakistan wird die Serie auf VidTower ausgestrahlt. Nachdem die Serie in Pakistan ein Riesenerfolg geworden war, besuchte der Sprecher der pakistanischen Nationalversammlung Asad Qaiser das Set, um sich die Dreharbeiten der Serie anzuschauen. Zudem traf er auch den Hauptdarsteller Burak Özçivit.